# Adenophorus hymenophylloides
Adenophorus hymenophylloides är en stensöteväxtart som först beskrevs av Georg Friedrich Kaulfuss, och fick sitt nu gällande namn av William Jackson Hooker och Grev. Adenophorus hymenophylloides ingår i släktet Adenophorus och familjen Polypodiaceae. Inga underarter finns listade.